# Luigi Sepiacci
Luigi Sepiacci, właśc. Domenico Daniele Sepiacci OESA (ur. 12 września 1835 w Castiglione del Lago, zm. 26 kwietnia 1893 w Rzymie) – włoski kardynał.

## Życiorys
Urodził się 12 września 1835 roku w Castiglione del Lago, jako Domenico Daniele Sepiacci. W 1851 roku wstąpił do zakonu augustianów-eremitów i przybrał imię Luigi. 28 czerwca 1852 roku złożył profesję wieczystą, a 29 maja 1858 roku przyjął święcenia kapłańskie. 15 marca 1883 roku został wybrany tytularnym arcybiskupem Callinicum, a trzy dni później przyjął sakrę. Dwa lata później został rektorem Papieskiej Akademii Kościelnej. 14 grudnia 1891 roku został kreowany kardynałem prezbiterem i otrzymał kościół tytularny Santa Prisca. Rok później został prefektem Kongregacji ds. Odpustów i Świętych Relikwii i pełnił ten urząd do śmierci, która nastąpiła 12 września 1893 roku w Rzymie.